# Église de la Très-Sainte-Trinité-des-Espagnols de Rome
Pour les articles homonymes, voir Église de la Sainte-Trinité.
L'église de la Très-Sainte-Trinité-des-Espagnols,, (en italien : chiesa della Santissima Trinità degli Spagnoli) est un lieu de culte catholique de Rome, dans le rione Campo Marzio, au début de la via Condotti.

## Historique
Les Trinitaires espagnols font construire l'église et le couvent annexe à l'architecte portugais Emanuele Rodriguez dos Santos, aidé par Giuseppe Sardi (it), de 1741 à 1746, sous le pontificat de Benoît XIV. Vers 1880, la communauté des Trinitaires étant réduite au minimum, les supérieurs décident de transformer le couvent en « collège pour les missions d'Extrême-Orient » des Dominicains, qui en deviennent alors propriétaires.
Armellini écrit à propos de cette église :

« Elle fut fondée avec l'hospice annexe et le couvent des Trinitaires chaussés d'Espagne sur l'ancien palais Ruccellai, acheté en 1733 par le père Lorenzo de cet ordre au nom des provinces de Castille, de Léon et de Navarre. L’acquisition coûta 25 474 écus romains, avec le rescrit de Clément XII. Peu après, cette fondation fut placée sous la protection de la couronne d'Espagne par le décret royal de Philippe V daté du 10 août 1784. Le frère Diego Morcillo (it), archevêque de Lima au Pérou et vice-roi des Indes orientales espagnoles, contribua généreusement aux frais de la fabrique. L’architecte fut le Portugais Emanuele Rodriguez de Santos. La première pierre fut posée par le cardinal Saverio Gentili, protecteur de l'ordre, le 21 mai 1741. »

## Description
La façade de l'église est de forme concave, et ses décorations rappellent l'appartenance de l'église à l'Ordre des Trinitaires : on y voit de fait les statues des deux fondateurs de cet ordre, saint Jean de Matha et saint Félix de Valois. On y observe aussi les insignes du roi Philippe V d'Espagne.
L’intérieur, précédé d'un vestibule, est de forme elliptique et comprend sept chapelles communicantes : quatre à droite et trois à gauche. Il abrite les peintures originales du XVIIIe siècle.
Dans le presbyterium ressortent :
- le retable du maître-autel de Corrado Giaquinto, qui représente La Très Sainte Trinité et la Libération d'un esclave (1742-1743)[5]
- la calotte, où se trouvent Abraham et les Trois Anges  et  Abraham et Sara, œuvres d'Antonio González Velázquez.

Dans un format  ovale, au sommet de la voûte elliptique de l'église, est peint par Gregorio Guglielmi,  Saint Jean de Matha en gloire, et les chapelles latérales abritent de nombreuses toiles d'Andrea Casali, qui repose dans la chapelle sainte Catherine.

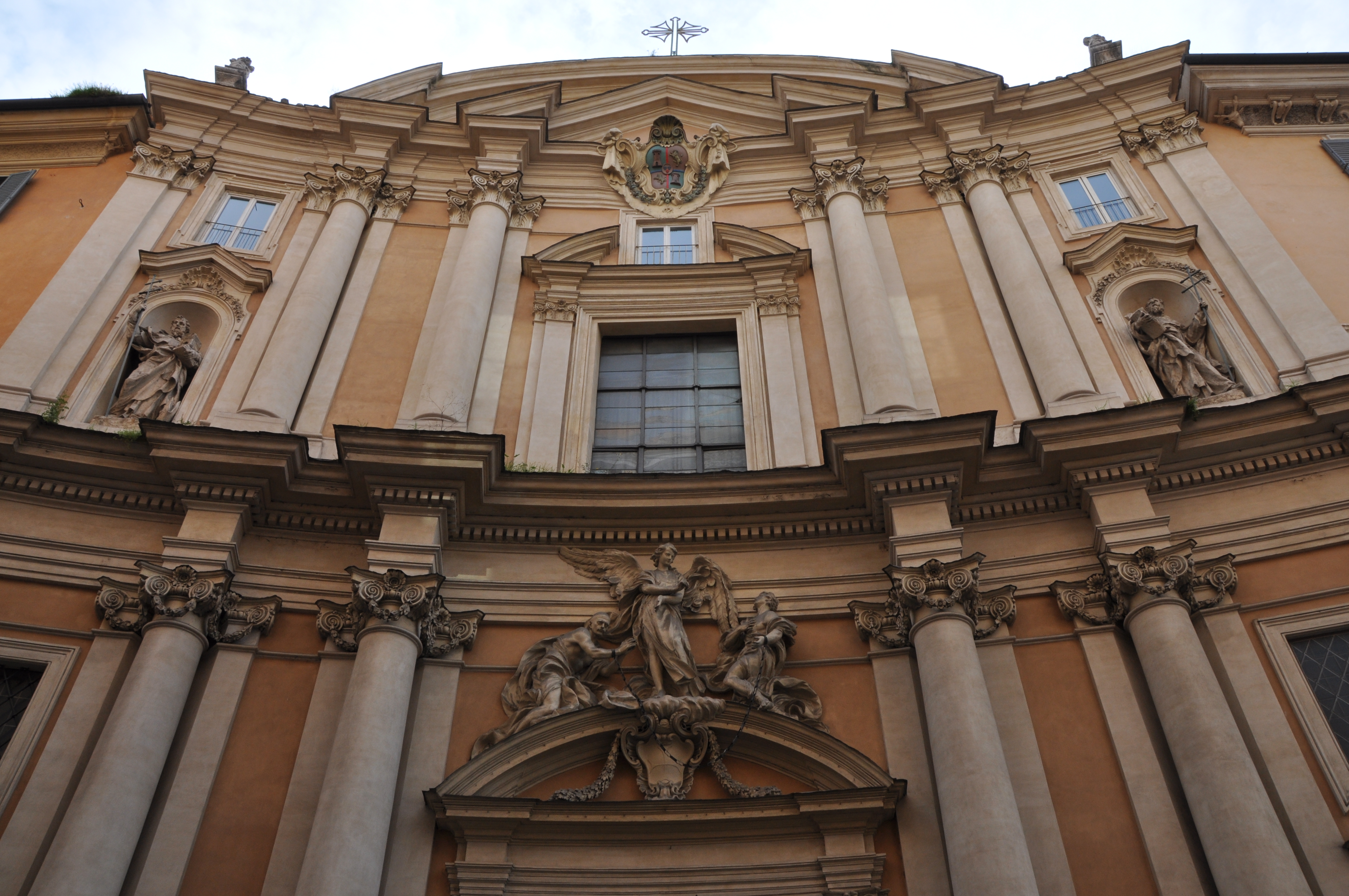
La façade.
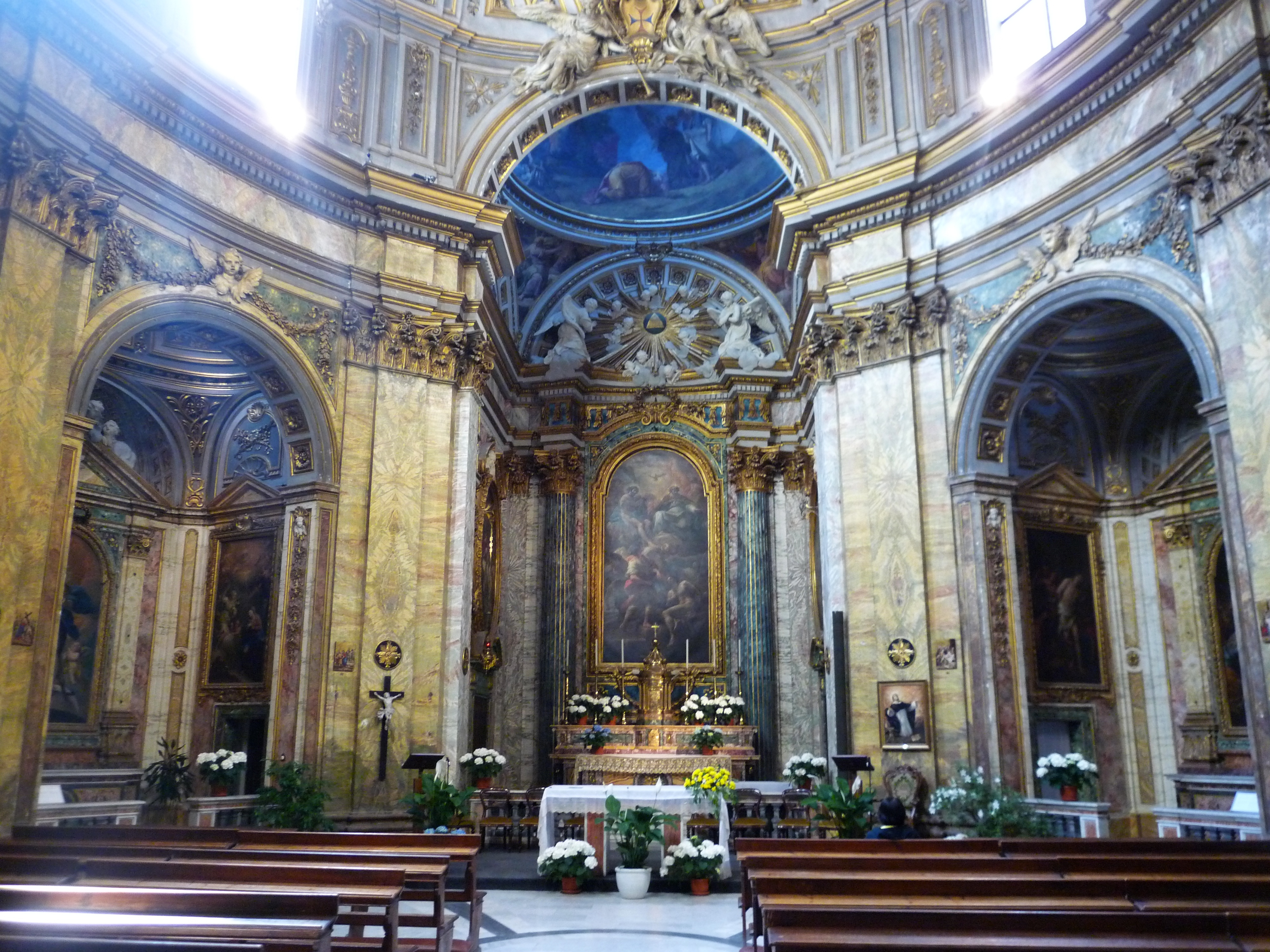
L'intérieur.
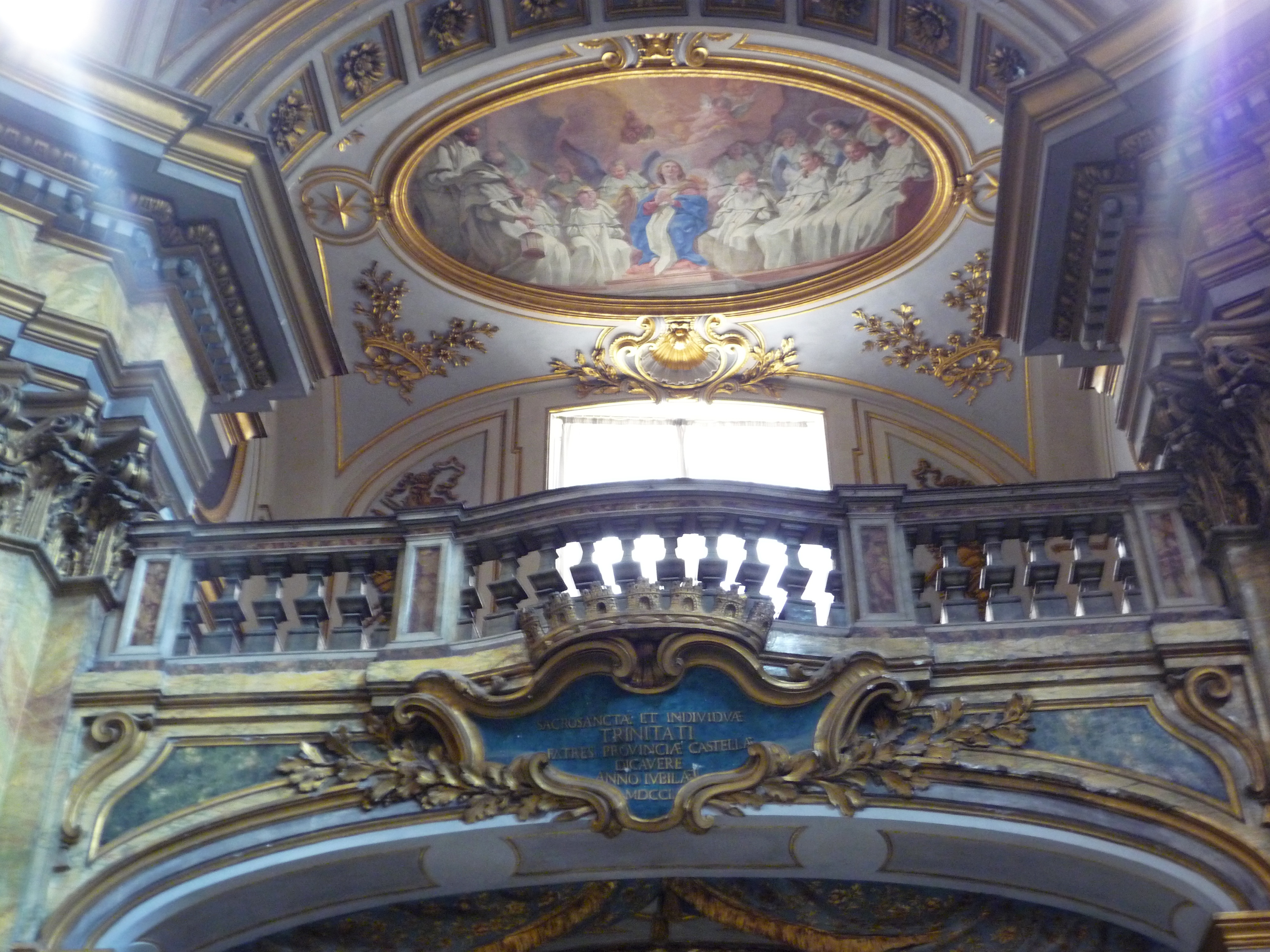
La décoration.
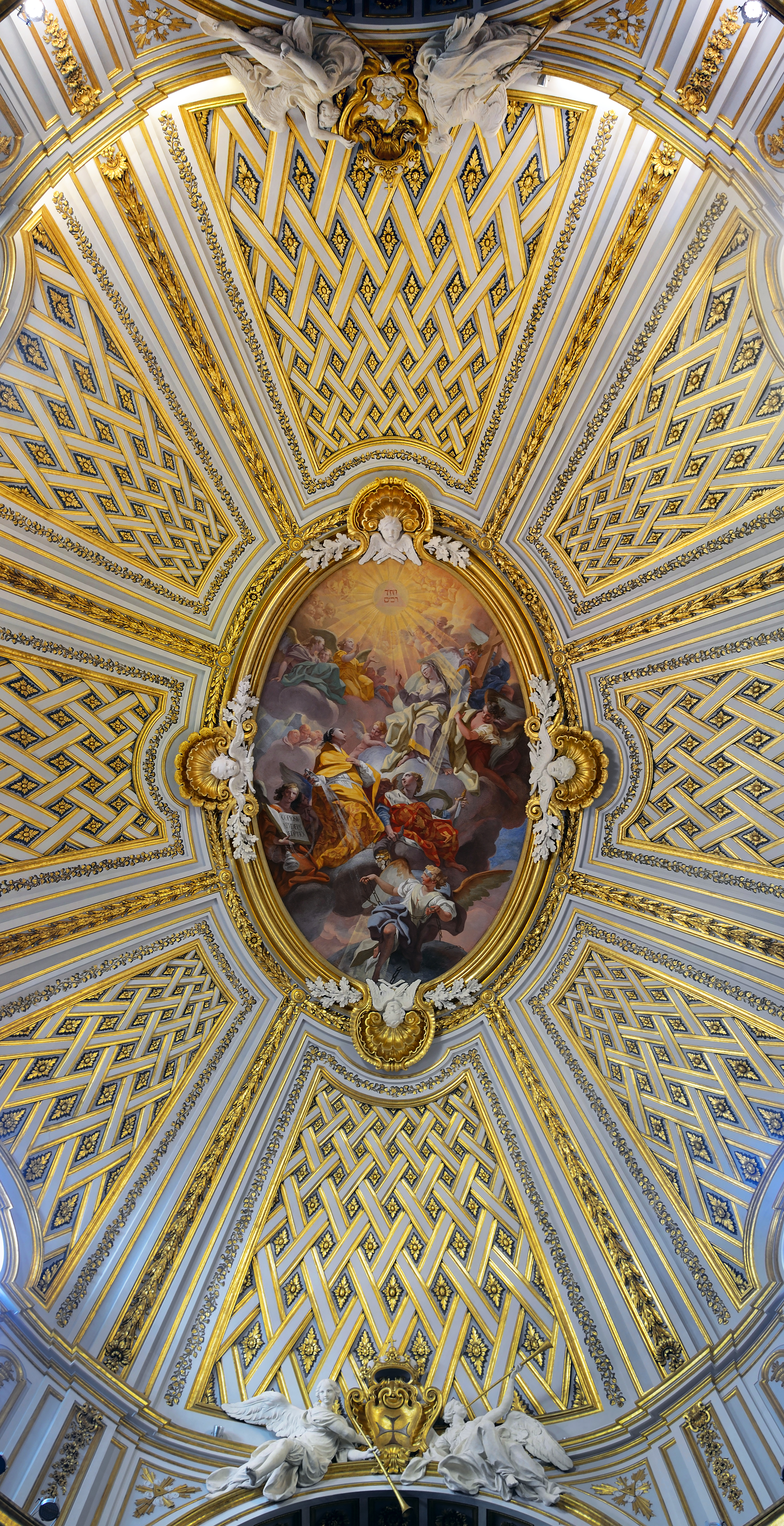
Le plafond.
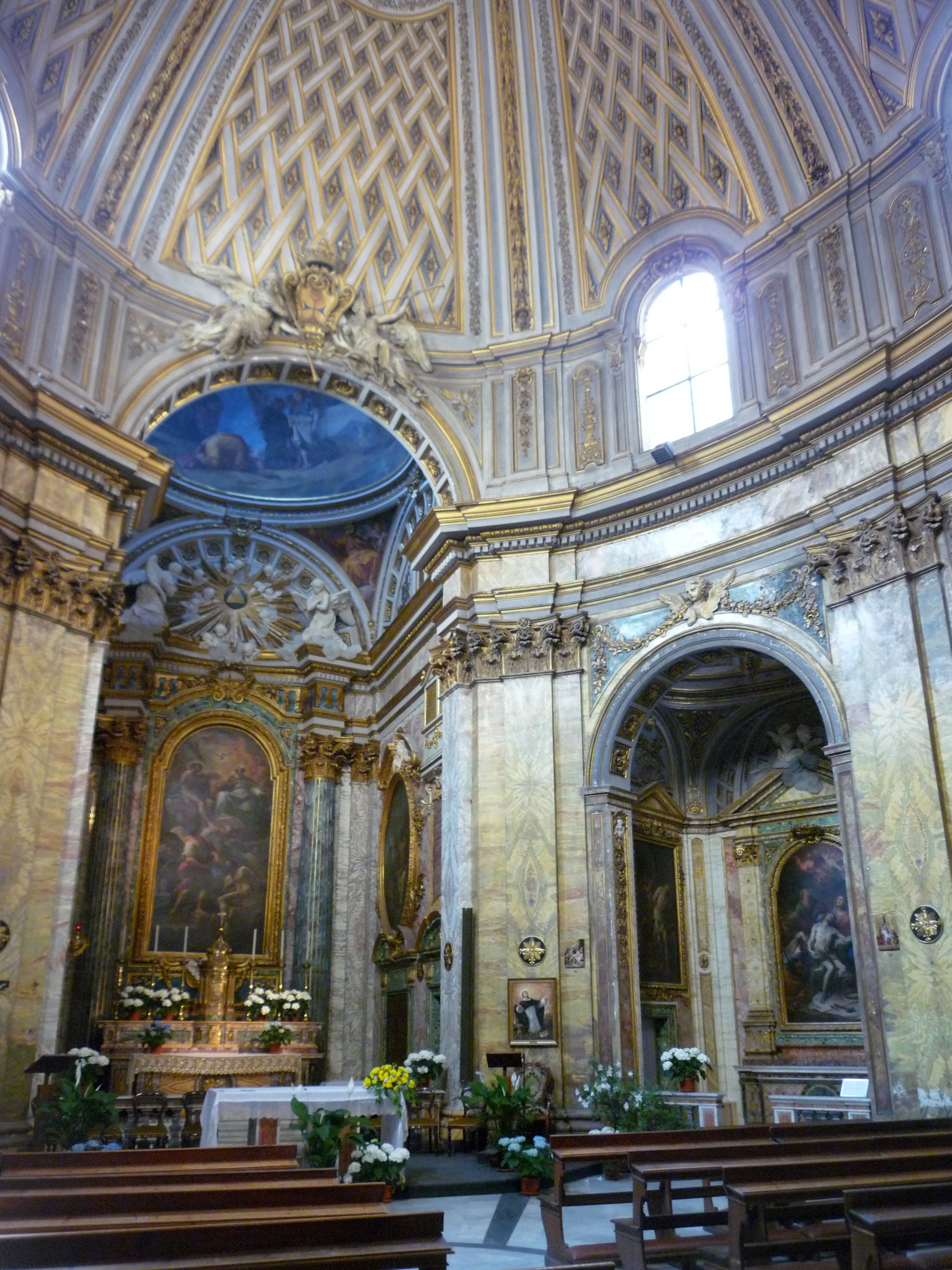
Le chœur.